# Пехотна школа
Пехотната школа е бивше военно училище и жандармерийско формирование в България – в София и после в Търново.

## История
Школата е формирана в София като Пехотна стрелкова школа (и/или Офицерска стрелкова школа) на 1 януари 1915 г. Разформирана е на 11 септември същата година заради всеобщата мобилизация за участието на Царство България в Първата световна война (1915 – 1918). След края на войната на 23 октомври 1918 г. отново е сформирана. През 1919 г. е преименувана на Пехотна офицерска школа. През 1920 г. съгласно клаузите на Ньойския мирен договор е преобразувана в Първа софийска жандармерийска дружина, след което в периода 1926 – 1927 г. носи наименованието Софийска окръжна пеша жандармерия.
На 16 септември 1927 г. е преместена в кв. Княжево. В периода 1928 – 1929 г. носи името Школа за ротни, батарейни и ескадронни командири.
На 8 юни 1929 г. е преместена във Велико Търново, като е преименувана на Търновска окръжна пехотна жандармерия до 1934 г. През 1935 г. е зачислена към Пехотната инспекция като Пехотна школа „Бачо Киро“. В периода 1943 – 1944 г. към нея се открива клон на Школата за запасни офицери.
Школата организира курсове за подготовка и преподготовка на офицери, подофициери, оръжейници, химици, минохвъргачи, свързочници и др. През 1944 г. нейни военнослужещи преследват партизани от Горноряховския и Габровско-севлиевския партизански отряди. С указ № 6 от 5 март 1946 г. издаден на базата на доклад на Министъра на войната № 32 от 18 февруари 1946 г. е одобрена промяната на наименованието на школата от Пехотната школа за ротни, батарейни и ескадронни командири на Народна пехотна школа „Бачо Киро Петров“. Съгласно поверителна Министерска заповед №465 от 19 август 1950 г. Народна пехотна школа „Бачо Киро Петров“ се разформира.
При създаването си през 1951 г. Държавният военноисторически архив в Търново е настанен в сградата на Пехотна школа „Бачо Киро“.

## Наименования
През годините полкът носи различни имена според претърпените реорганизации:
- Пехотна стрелкова школа (1 януари 1915 – 11 септември 1915, 23 октомври 1918 – 1919)
- Офицерска стрелкова школа (1915)
- Пехотна офицерска школа (1919 – 1920)
- Първа софийска жандармерийска дружина (1921 – 1926)
- Софийска окръжна пеша жандармерия (1926 – 1928)
- Школа за ротни, батарейни и ескадронни командири (1928 – 1929)
- Търновска окръжна пехотна жандармерия (1929 – 1934)
- Пехотна школа (от 1934 г.)
- Пехотна школа за ротни, батарейни и ескадронни командири (до 5 март 1946 г.)
- Народна пехотна школа „Бачо Киро Петров“ (5 март 1946 – 1950)

## Началници
- Полковник Йордан Пеев (до 1934)
- Полковник Крум Колев (1934 – 19 май 1934)
- Полковник Никола Хаджипетков (1934 – май 1935)
- Полковник Константин Лукаш (19 юни 1935 – 14 ноември 1935)
- Полковник Атанас Стефанов (18 ноември 1935 – 1 ноември 1936)
- Полковник Иван Христов (1936 – 1938?)
- Полковник Методи Яначков (от 1941)
- Полковник Съби Събев (1941 – 1944?)
- Полковник Александър Цанев (от 1944)
- Полковник Васил Шофелинов (от 1947)